# Jürgen Beyer (Soziologe)
Jürgen Beyer (* 1964 in Hockenheim) ist ein deutscher Soziologe.
Beyer studierte Politische Wissenschaft, Soziologie, Volkswirtschaft und Philosophie an der Universität Heidelberg, promovierte 1997 an der Universität Trier und habilitierte sich 2004 an der Humboldt-Universität zu Berlin (Lehrbefugnis für Soziologie). Nach akademischen Tätigkeiten in Trier, Berlin, Köln und Leipzig wurde Beyer 2006 Professor an der Universität Hamburg.
Die Schwerpunkte seiner Arbeit liegen in der Wirtschafts- und Organisationssoziologie.

## Auszeichnung
- Erster Preis der Thyssen Stiftung (bester sozialwissenschaftlicher Zeitschriftenaufsatz des Jahres 1995) für den zusammen mit Paul Windolf verfassten Aufsatz Kooperativer Kapitalismus, KZfSS, Jg. 47/1.[3]

## Schriften (Auswahl)
- Pfadabhängigkeit. Über institutionelle Kontinuität, anfällige Stabilität und fundamentalen Wandel. Campus, Frankfurt/New York 2006, ISBN 3-593-38182-6.
- Managerherrschaft in Deutschland? „Corporate Governance“ unter Verflechtungsbedingungen. Westdeutscher Verlag, Opladen 1998, ISBN 3-531-13226-1.
- als Herausgeber: Vom Zukunfts- zum Auslaufmodell? Die deutsche Wirtschaftsordnung im Wandel. Westdeutscher Verlag, Wiesbaden, 2003, ISBN 978-3-322-87348-4.
- als Herausgeber: Finanzmarktsoziologie: Entscheidungen, Ungewissheit und Geldordnung. Springer Fachmedien, Wiesbaden 2018, ISBN 978-3-658-17918-2.